# Landolet

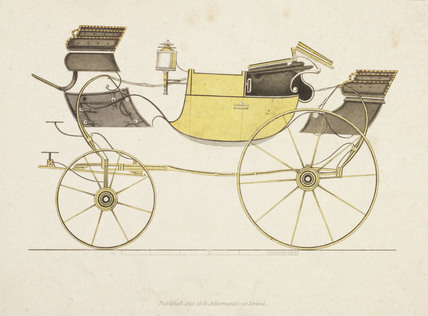
Landolet, 1816

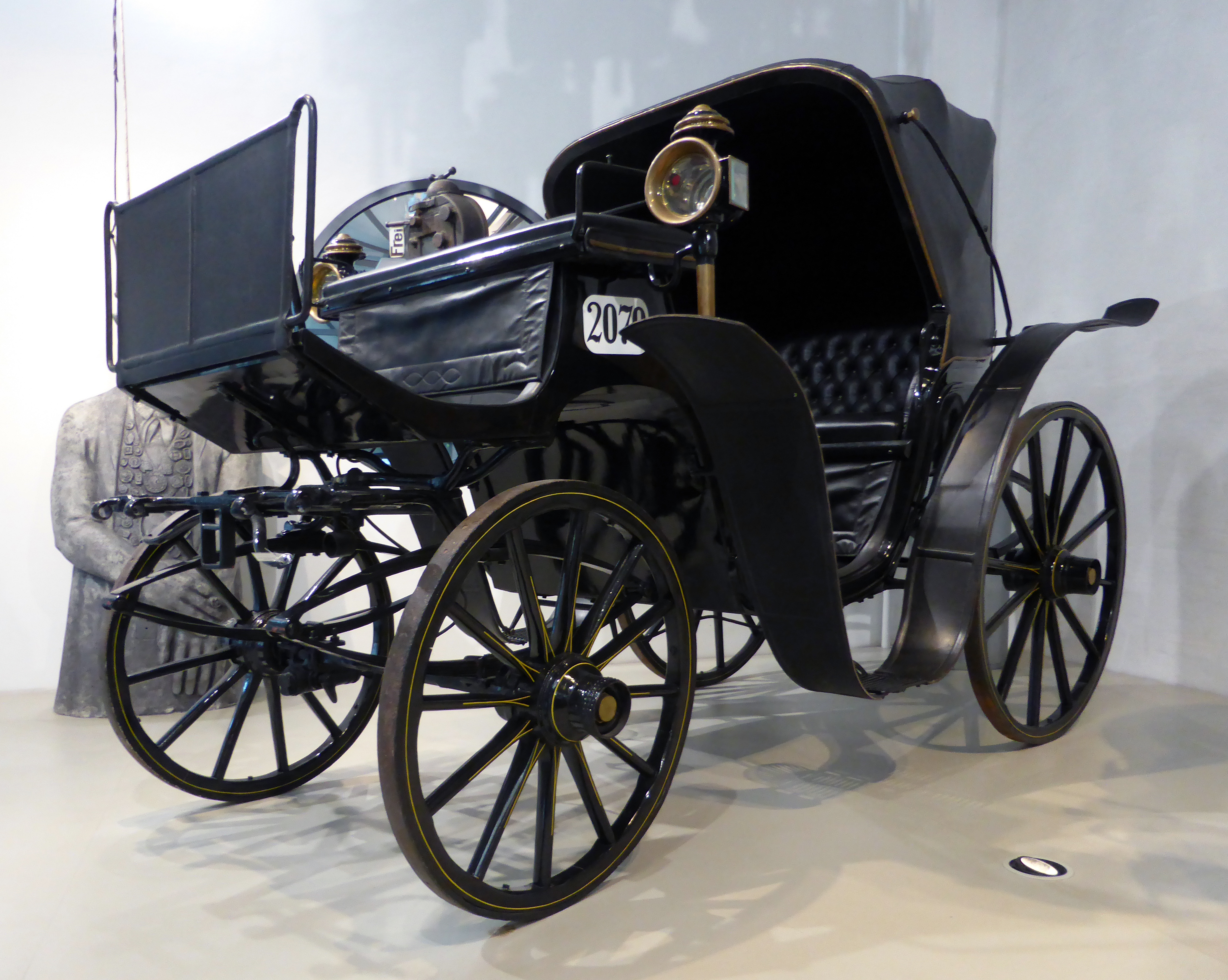
Landolet, 1898. Eksponat w Niemieckim Muzeum Techniki w Berlinie

Landolet (ang. landaulet) – czterokołowy otwarty pojazd konny, odmiana lando. Przeznaczony był dla dwóch pasażerów. Siedzenie dla nich umieszczone było przodem do kierunku jazdy. Dodatkowo w landolecie znajdowało się małe, składane siedzenie dla dzieci. Nadwozie posiadało z przodu jedną lub dwie gięte szyby. W tylnej części nadwozia znajdowała się składana do tyłu, skórzana buda.
Skonstruowany we Francji. Używany od XVIII wieku przede wszystkim jako pojazd miejski w krajach zachodnich. Od XIX wieku w użyciu były również landolety z dwoma rzędami siedzeń i prostą szybą. Ta odmiana posiadała również składaną do tyłu budę.